# Brkati ser
Brkáti sêr (znanstveno ime Gypaetus barbatus) je ujeda iz družine kraguljev, edini predstavnik rodu Gypaetus.

## Opis in razširjenost
Brkati ser (ime »brkati« je dobil zaradi značilnega štrlečega perja okoli kljuna) je velik jastreb s podolgovatim telesom, ki meri v dolžino od 100 do 115 cm in ima razpon peruti od 245 – 275 cm. Po zgornji strani telesa je temne, po spodnji strani pa svetle rjaste barve s črnim podbradkom. V letu se loči od drugih jastrebov in orlov po dolgih, na koncu prišiljenih perutih ter dolgem, klinasto oblikovanem repu. Tako v zraku izgleda kot velik sokol. Od ostalih jastrebov se razlikuje tudi po tem, da je manj odvisen od termike in ga je zato pogosto opaziti v zraku tudi v jutranjih urah. Po naravi je samotarska ptica, ki živi v visokogorju. Njegov življenjski prostor se razteza od Himalaje in Mongolije na vzhodu, preko Srednjega in Bližnjega Vzhoda, Vzhodne in Južne Afrike do južne Evrope.
Gnezdi decembra in januarja v skalovju.

## Hrana
Brkati ser je ujeda, ki se hrani z mesom sveže ubitih živali, njegova posebnost pa je drobljenje kosti, ki jih z velike višine meče na skale, da se razbijejo, nato pa iz njih poje kostni mozeg. Na podoben način se hrani tudi z želvami. Večje sesalce ubija tako, da jih s plahutanjem peruti zbija v prepade. Redkeje se hrani z mrhovino.
- Gypaetus barbatus aureus
- Gypaetus barbatus hemachalanus